# Mittlerer Atlas

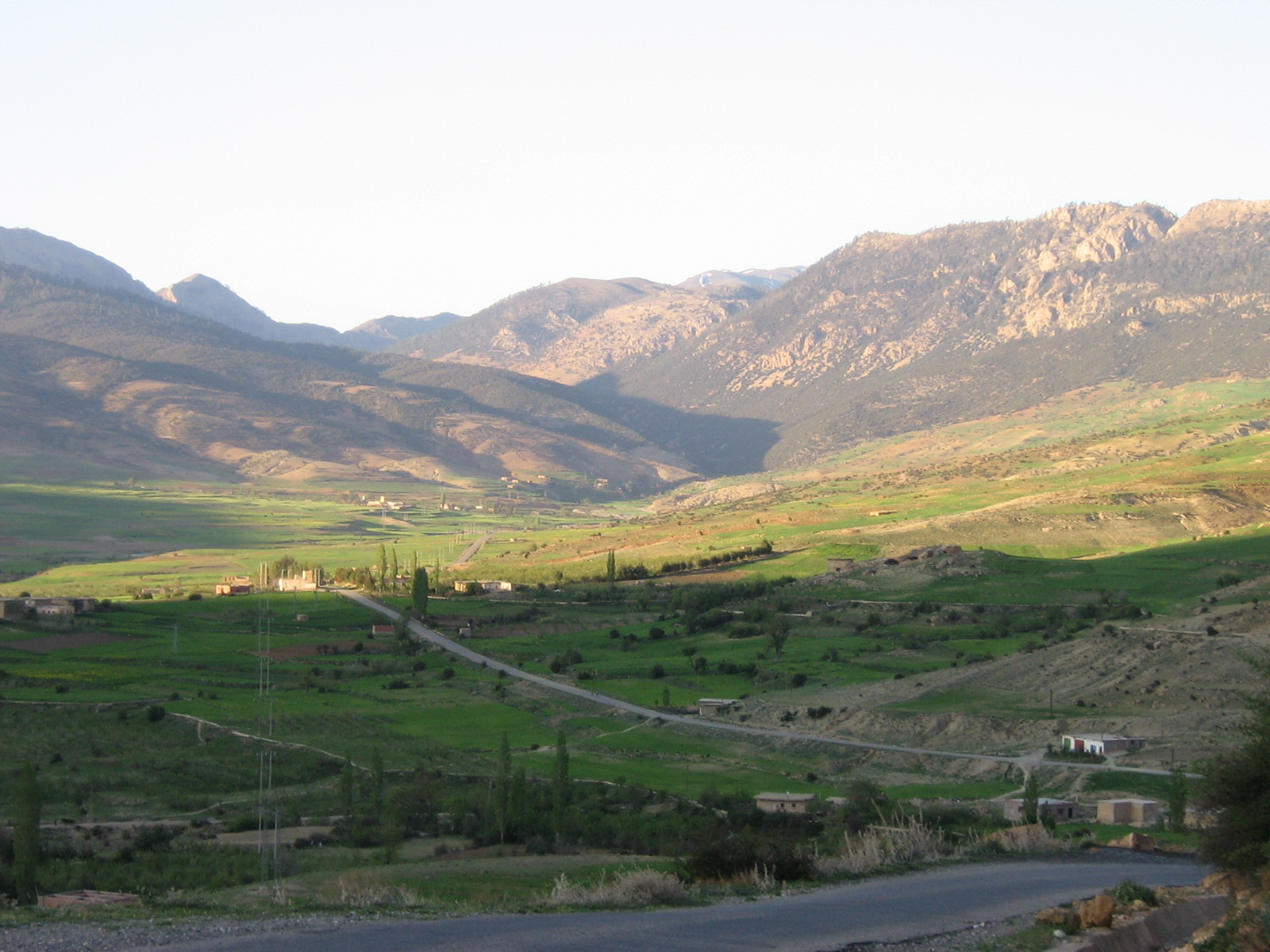
Landschaft bei Talzemt (Provinz Boulemane)

Der Mittlere Atlas (arabisch الأطلس المتوسط, DMG al-Aṭlas al-mutawassiṭ, Zentralatlas-Tamazight ⴰⵟⵍⴰⵙ ⴰⵏⴰⵎⵎⴰⵙ) ist eine zum Atlasgebirge in Nordafrika gehörende Gebirgskette von fast 500 Kilometern Länge in Marokko. Der höchste Gipfel (Jbel Bou Naceur) erreicht 3356 m.

## Geographie
Nördlich des Mittleren Atlas liegt das Rifgebirge, während südlich der Hohe Atlas angrenzt. Im Westen erstrecken sich fruchtbare Feldlandschaften und das hauptsächliche Siedlungsgebiet Marokkos bis hin zur Küste des Atlantischen Ozeans. Östlich liegen das Hochland der Schotts und die Tellatlas-Gebirgskette, von denen er durch den Oued Moulouya getrennt ist.

## Bevölkerung
Der Mittlere Atlas ist vorwiegend von Berbern bewohnt, besonders seine nordwestlichen Ausläufer sind dicht besiedelt – so liegen die Städte Beni Mellal, Kasba Tadla, Khénifra, Azrou, Ifrane, Fès und Taza in seinem unmittelbaren Einflussbereich. In der Gebirgskette selbst finden sich keine größeren Städte; die Kleinstadt Boumia und die Stadt Midelt liegen zwischen den beiden großen Atlasketten.

## Infrastruktur und Wirtschaft
Die wichtigsten Orte im Mittleren Atlas sind über asphaltierte Straßen erreichbar; in abgelegenen Regionen gibt es immer noch Pisten. Eine der Hauptverbindungsstrecken zwischen Nord- und Südmarokko, d. h. zwischen Fès und Errachidia führt über den Mittleren Atlas (Col du Zad 2178 m). Der Mittlere Atlas ist immer noch überwiegend landwirtschaftlich orientiert, wobei die überwiegend kahlen Hochflächen nur für die Herden der Nomaden oder Transhumanten von Interesse sind. In der Umgebung von Midelt gibt es Blei- und Silberminen sowie reiche Mineralvorkommen.

## Geschichte
Bis ins ausgehende Mittelalter diente der Mittlere Atlas hauptsächlich als Durchgangsweg für die Kamel- und Eselskarawanen aus dem Süden Marokkos (z. B. Sijilmassa) und als Sommerweide für Viehnomaden bzw. Transhumanten aus den angrenzenden Regionen. Erst ganz allmählich begann der Prozess der Sesshaftwerdung, wobei es bis ins 20. Jahrhundert kaum größere Städte gab; diese entwickelten sich erst während der Französischen Protektoratszeit (1912–1956) und verstärkt in der zweiten Hälfte des 20. Jahrhunderts.

## Flora und Fauna
Der charakteristische, aber selten gewordener Baum an den Nordwesthängen des Mittleren Atlas ist die Atlas-Zeder; seit den 1980er Jahren bemüht man sich um deren Wiederaufforstung; daneben finden sich weitere Nadelbäume. Laubbäume (Pappeln, Birken etc.) sowie diverse Obstbäume (Äpfel, Pflaumen etc.) wurden zumeist von den französischen Kolonialherren hierher gebracht. Die waldreichen und nur dünn besiedelten Höhen des Mittleren Atlas sind Rückzugsgebiete für diverse Vogelarten und für Berberaffen.

## Sehenswürdigkeiten
Der Mittlere Atlas bietet weder landschaftliche noch kulturelle Höhepunkte. Verschiedene abgelegene und meist kurvenreiche Bergstraßen (z. B. östlich von Kasba Tadla, bei Azrou oder südlich von Taza) führen durch waldreiche Gebiete, die ansonsten in Marokko selten sind.

## Tourismus
Bei wohlhabenderen Marokkanern ist der Mittlere Atlas wegen seiner kühlen Temperaturen in den Sommermonaten beliebt. Am Jbel Mischliffen gibt es ein kleines Wintersportgebiet mit Skilift.